# 벼줄무늬잎마름병
벼줄무늬잎마름병은 벼에 생기는 바이러스성 병해의 일종이다. 애멸구가 병원균을 옮겨 생기며 벼 이삭이 아예 나오지 않거나 잎이 말라 죽는 병으로 심하면 한 해 농사를 망칠 수도 있다. 이른바 '벼 에이즈'로 불린다. 단순히 애멸구 개체수가 늘어날 뿐만 아니라 벼 줄무늬잎마름병의 바이러스 독을 가진 애멸구를 뜻하는 보독충의 비율(보독충률)이 4%를 넘으면 애멸구 방제 필요가 있다고 판단한다. 벼 줄무늬잎마름병 자체 방제약은 아직 없고, 애멸구 방제약만 있다.

## 국내 발병 연혁
- 2001년 전국적으로 발병.
- 2007년 충남 서천과 전북 부안 등지에서 큰 피해를 봄.(발병 지역 전국 14,317ha)
- 2008년 전남 해남, 전남 진도 등에서 6,006ha 발생.

## 애멸구
외국에서 오는 벼멸구와 달리 한국에서 논두렁이나 볏대에서 겨울을 나고 3월 중순경에 보리밭이나 잡초로 이동해 못자리와 논 이앙시기에 벼를 흡즙해 바이러스를 감염시켜 벼 줄무늬잎마름병을 일으킨다. 애멸구는 이밖에도 벼 검은줄오갈병과 보리 북지모자이크병을 일으킨다. 겨울 평균 기온이 높으면 애멸구 등 월동 병해충의 서식 밀도도 증가한다.

## 저항성 품종
- 화성벼 주남벼 주남조생 일미벼 남평벼 조광 금호3호
- 반면 추청 동진1호 운광 호평 흑미 등은 취약한 품종으로 꼽힌다.